# Солнцево (електродепо)
Електродепо «Солнцево» — електродепо  Московського метрополітену, що обслуговує Солнцевську лінію та першу дистанцію Великої кільцевої лінії. Введено в експлуатацію з 30 серпня 2018 року.
У новому депо встановлено сучасне обладнання, що дозволяє оперативно обслуговувати склади, що курсують Солнцевською лінією. Потужності електродепо «Солнцево» розраховані на експлуатаційне обслуговування 47 поїздів на добу.

## Лінії, що експлуатуються
| Лінія           | Роки        |
| --------------- | ----------- |
| Солнцевська     | з 2018      |
| Велика кільцева | 2018 — 2021 |

## Рухомий склад
| Тип вагонів                        | Роки        |
| ---------------------------------- | ----------- |
| 81-760/761 «Ока»                   | з 2018      |
| 81-760А/761А/763А «Ока»            | 2018 — 2021 |
| 81-765.3/766.3/767.3 «Москва»      | 2018 — 2021 |
| 81-765.4/766.4/767.4 «Москва-2019» | 2020 — 2021 |
| 81-775/776/777 «Москва-2020»       | з 2021      |